# Pimpinella volkensii
Pimpinella volkensii är en flockblommig växtart som beskrevs av Adolf Engler. Pimpinella volkensii ingår i släktet bockrötter, och familjen flockblommiga växter. Inga underarter finns listade i Catalogue of Life.